# Futurum Bank
Die Futurum Bank AG (Eigenschreibweise futurum bank AG) ist ein Unternehmen der Bitcoin Group SE, welches unter der Domain bitcoin.de eine Handelsplattform für Kryptowährungen betreibt. Auf der Plattform können Bitcoin und andere digitale Währungen gegen Euro gehandelt werden. Bitcoin.de gilt als eine der bekanntesten Bitcoin-Börsen im deutschsprachigen Raum, auch wenn das Bitcoin-Handelsvolumen im Vergleich mit Börsen außerhalb Deutschlands marginal ist.

## Geschichte
Die Bitcoin Deutschland AG wurde 2011 gegründet und ist seit 2014 als vertraglich gebundener Finanzvermittler tätig. Der Vorgänger Bitcoin Deutschland GmbH wurde im Juni 2010 aus einer Vorratsgesellschaft gebildet.
Im Juli 2013 gab Bitcoin.de eine Partnerschaft mit der Fidor-Bank bekannt. Dabei stellte die Bank ein „Haftungsdach“, und Bitcoin.de wickelt als vertraglich gebundener Vermittler den Bitcoin-Handel für Fidor ab.
Im Februar 2015 startete der Expresstrade von Fidor und Bitcoin.de in die Beta-Phase. Dabei werden die Konten bei Bitcoin.de und der Fidor-Bank verbunden. So ist ein schnellerer Handel möglich. Erforderlich ist dafür ein Fidor-Konto sowie die Aktivierung einer 2-Faktor-Authentifizierung.
Anfangs konnte nur die digitale Währung Bitcoin gegen Euro gehandelt werden. 2017 wurden auch die Kryptowährungen Ethereum, Bitcoin Cash und Bitcoin Gold für den Handel gegen Euro freigegeben.
Nach Angaben von bitcoin.de lag 2017 das Handelsvolumen bei 1,2 Mrd. Euro; der Umsatz mit Provisionen und Gebühren belief sich auf ca. 12 Millionen Euro. Etwa 665.000 Website-Nutzer waren registriert.

## Produkte
Die Bitcoin Deutschland AG bietet als Hauptprodukt eine Börse mit dem Namen bitcoin.de für den Handel von Kryptowährungen an. Zusätzlich wird eine Programmierschnittstelle für Entwickler und Verkäufer angeboten, um externe Programme an Bitcoin.de anzubinden sowie automatisierten Zahlungsverkehr durchzuführen.
Ein weiteres Angebot auf bitcoin.de ist der bitcoinblog.de. In diesem wird über die Geschehnisse in der Branche berichtet. Der Blog wurde 2015 mit dem 1. Platz (Publikumspreis) beim Comdirect Finanzblog Award ausgezeichnet. Der Bitcoinblog wurde bereits in wissenschaftlichen Werken zitiert, wie zum Beispiel in Sixt (2016): Bitcoins und andere dezentrale Transaktionssysteme, da der Blog viele Fallstudien umfasst. Es werden Fallstudien zur Regulierung und Akzeptanz von Bitcoin als Zahlungssystem behandelt. Aus regulatorischer Sicht ist das Thema der Privatsphäre und vermeintlichen Anonymität von Bitcoin im Fokus von zahlreichen Diskussionen. Der Bitcoinblog ist der größte deutschsprachige Blog über Kryptowährungen und die Blockchain.

## Kritik
Bitcoin.de wurde dafür kritisiert, dass für die Nutzung des Express-Handels ein Konto bei der Fidor Bank erforderlich war. Die Benutzerfreundlichkeit ist gerade für Einsteiger nicht gegeben, da Angebote oft von Bots, die über die Programmierschnittstelle handeln, schneller wahrgenommen werden. Wird ein Trade nicht über den Expresshandel abgeschlossen, dann können lange Wartezeiten für Käufer und Verkäufer anfallen, bis die Banküberweisungen und -bestätigung des Geldeingangs vollkommen abgewickelt worden sind. Ein weiterer Kritikpunkt an Bitcoin.de ist, dass man im Kampf gegen Kriminalität die Daten von Nutzern an Behörden übermittelt, obwohl man ohne richterlichen Beschluss dazu gesetzlich nicht verpflichtet sei. Über diese Zusammenarbeit mit staatlichen Behörden wurde in einem Vice-Artikel des Motherboard im August 2017 berichtet.